# Zatoka Księżniczki Charlotty
Zatoka Księżniczki Charlotty (ang. Princess Charlotte Bay) – zatoka Morza Koralowego (Ocean Spokojny) u północno-wschodniego wybrzeża stanu Queensland, w Australii, na wschodnim wybrzeżu półwyspu Jork. Wejście do zatoki znajduje się między przylądkiem Claremont Point na zachodzie a oddalonym o nieco ponad 60 km przylądkiem Bathurst Head i grupą wysp Flinders na wschodzie.
Wybrzeże zatoki porastają lasy namorzynowe. Do zatoki uchodzą m.in. rzeki Normanby i North Kennedy.
Zatokę odkrył w 1815 roku kapitan brytyjskiej marynarki wojennej Charles Jeffreys, który nadał jej nazwę na cześć księżnej Charlotty, córki ówczesnego króla Jerzego IV.